# Fabrizio Ruggirello
Fabrizio Ruggirello (* 1963 in Sainte-Adresse, Frankreich) ist ein italienischer Drehbuchautor und Filmregisseur.

## Leben
Ruggirello kommt aus einer sizilianischstämmigen Familie; sein Vater war Diplomat und in Frankreich tätig, wo Ruggirello seine Kindheit und Jugend verbrachte. Nach dem Studium an der „Scuola Nazionale di Cinema“ eignete er sich auf einigen Arbeitsfeldern des Filmwesens Erfahrungen an. So wirkte er als Schauspieler, Regieassistent und Produzent von Enrico Carias Erstling 17 (1992). Bereits im Jahr zuvor debütierte er mit dem in Venezuela gedrehten America als Regisseur nach eigenem Drehbuch. Der mit Julian Sands in der Hauptrolle besetzte Film brauchte bis Anfang 1993 zur Veröffentlichung und erhielt viele Festivalaufführungen, fand jedoch kaum Einsätze auf dem kommerziellen Markt.
Nach diesem wirtschaftlichen Misserfolg wandte sich Ruggirello der Werbung zu und drehte auch einige Musikclips für u. a. Andrea Febo und Mario Venuti. Daneben entstanden Dokumentar- und Kurzfilme, die zahlreiche Preise erhielten. So gewann er 2003 für sein Werk Veramente den Preis für die beste Regie eines Kurzfilmes beim Festival Taormina Arte. 2014 schrieb er Anime nere, der von Francesco Munzi verfilmt wurde. Ruggirello wurde für dieses Drehbuch mehrfach ausgezeichnet, so z. B. mit einem Nastro d’Argento.

## Filmografie (Auswahl)
- 1993: America (Regie, Drehbuch)
- 2014: Anime nere (Drehbuch)